# Neuss Süd
Neuss Süd – przystanek kolejowy w Neuss, w kraju związkowym Nadrenia Północna-Westfalia, w Niemczech. Znajdują się tu 2 perony.